# Verbascum guelnarense
Verbascum guelnarense är en flenörtsväxtart som beskrevs av Hub.-mor.. Verbascum guelnarense ingår i släktet kungsljus, och familjen flenörtsväxter. Inga underarter finns listade i Catalogue of Life.